# Cervoidea
Cervoidea – nadrodzina ssaków kopytnych z infrarzędu Pecora w rzędzie parzystokopytnych (Atriodactyla).

## Podział systematyczny
Do nadrodziny należy jedna występująca współcześnie rodzina:
- Cervidae Goldfuss, 1820 – jeleniowate

Opisano również rodziny wymarłe:
- Dromomerycidae Frick, 1937
- Hoplitomerycidae Leinders, 1983

Rodzaje wymarłe o statusie incertae sedis:
- Boreameryx M.R. Dawson & Harington, 2007
- Eumeryx Matthew & Granger, 1924
- Orygotherium H. von Meyer, 1838